# Ernest et Célestine, la collection
Ernest et Célestine, la collection est une série télévisée d'animation française, diffusée du 1er avril 2017 au 20 décembre 2021 sur France 5 dans Zouzous.
Elle est un prolongement du long métrage de 2012 lui-même adapté de la série de livres pour enfants de Gabrielle Vincent. Une partie de l’équipe du film a travaillé sur la série. La série est créée en 3D avec un rendu 2D, et plusieurs personnages ont été créés pour l'occasion.
En novembre 2017, quatre épisodes de la série sont sortis au cinéma au sein d'un programme intitulé Ernest et Célestine en hiver.
Une saison 2 de 26 épisodes a été annoncée en 2019 lors du festival d'Annecy. Elle sort officiellement en 2021. 

## Synopsis
Célestine est toujours de bonne humeur, optimiste, volontaire. Quand elle se fixe un but, elle insiste, rien ne lui résiste, surtout pas la bougonnerie naturelle d'Ernest. Elle est curieuse et se pose beaucoup de questions, mais avec légèreté. Célestine est également intrépide. Rien ne l'effraye, sans doute par ce qu'elle n'a pas vraiment conscience des dangers. C'est aussi une dessinatrice et une auteure de talent : elle raconte les aventures qu'elle vit avec Ernest dans de petits livres qu'elle illustre toute seule.

## Fiche technique
Sauf indication contraire, les informations mentionnées dans cette section peuvent être confirmées par les bases de données cinématographiques  présentes dans la section « Liens externes ».
- Réalisation : Julien Chheng et Jean-Christophe Roger
- Scénario : Suaëna Airault, Moïra Bérard, Agnès Bidaud, Marine Lachenaud, Valérie Magis, Nils Mathieu, Béatrice Marthouret, Nils Mathieu, Hervé Nadler, Christophe Poujol, Jean Regnaud, Tomoko Hayashi Roger et Jean-Christophe Roger
- Musique : Vincent Courtois
- Production : Didier Brunner, Damien Brunner, Stephan Roelants et Bruno Seznec
- Studios de production : Folivari, Mélusine, Blue Spirit, 352 et Piste Rouge
- Pays de production :  France
- Langue originale : français
- Genre : animation
- Durée : 13 minutes par épisode

## Distribution
Sauf indication contraire, les informations mentionnées dans cette section peuvent être confirmées par les bases de données cinématographiques  présentes dans la section « Liens externes ».
- Pauline Brunner : Célestine
- Xavier Fagnon : Ernest, Jean-Mich et Jean-Lou
- Raphaëline Goupilleau : Mme Tulipe
- Olivier Pajot : M. Martin, Conservateur du musée, Voyageur
- Dorothée Pousséo : Augustin, Ourson, Passante, Ourse, Animatrice souris
- Odja Llorca : Mme Souris, Dame ourse, Maîtresse
- Dominique Frot : la souris verte
- Lila Lacombe : Mélusine, Élève
- Lisa Caruso : Margotine, Élève
- Marie Facundo : Mandarine, Enfant ours, Élève
- Emmanuel Jacomy : Boléro, Voyageur, Ours mécontent
- Bernard Bollet : Léon, Voyageur
- Marion Lécrivain : Dame du train
- Stefan Godin : Brocanteur, Ours à lunettes
- Mireille Delcroix : Dame, Vieille ourse
- Jean-François Vlérick : Journaliste, Animateur radio, Ours
- Jérémy Bardeau : Reporter, Journaliste, Visiteur, Voyageur
- Christophe Lemoine : Cousin Bébert, Contrôleur, Chef de gare, Passant, Docteur, Employé, Brocanteur, Ours mécontent

## Épisodes

### Première saison (2017)
1. Les Petits Fantômes
2. Le Bouton d'accordéon
3. La Soucoupe volante
4. Les Charabiettes
5. Le Bal des souris
6. La Bête du lac
7. Le Portrait caché
8. Blizzard
9. Bibi
10. Léon
11. Une étoile pour Célestine
12. Le Grand Méchant Ours
13. Les Bonnes Manières
14. Sud Express
15. Le Piano mécanique
16. La Somnambule
17. La Petite Voix de Célestine
18. Pendant que l'orage gronde
19. La Fête du cousin Bébert
20. À deux c'est mieux
21. La Souris des neiges
22. Mais où es-tu Boléro ?
23. À la rescousse de Madame Tulipe
24. Célestine part en colonie
25. Siméon a disparu
26. L'Anniversaire de Célestine

### Deuxième saison (2021)
1. Le secret de la souris verte
2. Le club souris
3. Drôle de toux
4. Bravo les artistes
5. Enfin seuls
6. Les frères Tulipe
7. L'arbre moqueur
8. Le retour de la bête du lac
9. Opération antivol
10. Joyeux Noël Célestine
11. L'anniversaire de Boléro
12. La forêt perdue
13. Le vent de Charabie
14. La nuit de tous les vœux
15. L'ours qui ne voulait pas être un héros
16. Le jeu du silence
17. L'histoire interrompue
18. Le secret du vieux moulin
19. La grotte préouristique
20. Signé Augustin
21. Soirée pyjama
22. La musique envolée
23. La potion d'hibernation
24. La fête des fleurs
25. Le maître des puces
26. Ernestine

## Exploitation

### Sortie vidéo
L'intégrale est sortie en DVD le 3 octobre 2017.

### Sortie cinéma
Les épisodes Bibi, Le Bouton d'accordéon, Blizzard et Le Bal des souris, sont sortis au cinéma sous le titre Ernest et Célestine en hiver le 22 novembre 2017.